# Sandor Symoka
Sandor Symoka (fl. XX secolo) è stato un calciatore ungherese, di ruolo attaccante.

## Carriera
Debutta in massima serie con l'Alessandria nella stagione 1925-1926, disputando 8 partite.